# Качча, Гарольд
Гарольд Энтони Качча, барон Качча (англ. Harold Anthony Caccia, Baron Caccia; 21 мая 1905, Индия — 31 октября 1990, Уэльс) — британский дипломат.
Учился в Итонском колледже и Тринити-колледже Оксфорда.
На дипломатической службе с 1929 года.
Работал в Пекине, в Афинах, в Лондоне, где в 1936 году был личным секретарём Энтони Идена.
В 1945–48 гг. возглавлял Объединённый разведывательный комитет.
В 1949—1954 годах посол Великобритании в Австрии.
В 1956—1961 годах посол Великобритании в США.
В 1962—1965 годах постоянный заместитель министра иностранных дел Великобритании.
В 1965—1978 годах ректор Итонского колледжа.
Рыцарь Великого Креста ордена Святого Михаила и Святого Георгия, рыцарь Великого Креста Королевского Викторианского ордена, рыцарь ордена Святого Иоанна Иерусалимского.
С 1932 года был женат на Anne Catherine Barstow (ум. 15.05.2005), дочери en:George Barstow.